# 宇野昌人
宇野 昌人（うの まさと、1931年 - 2014年7月10日）は、日本の精神科医。愛媛県生まれ。1956年京都大学医学部卒業。60年東京大学文学部哲学科卒業。

## 共編
- 他者の現象学 哲学と精神医学からのアプローチ 新田義弘共編 北斗出版 1982.9

## 翻訳
- うつ病と躁病 現象学的試論 ルートヴィヒ・ビンスワンガー 山本巌夫、森山公夫共訳 みすず書房 1972
- 精神医学小史 E.H.アッカークネヒト 石川清共訳 医学書院 1976.12
- 生命は操れるか 生物医学の悪夢 エグモント・R.コッホ、ヴォルフガング・ケスラー 堀映共訳 朝日新聞社 1977.1「生物医学の悪夢」朝日選書
- 脳と実在 脳研究者の哲学的冒険 ジョン・C.エックルス 鈴木二郎共訳 紀伊国屋書店 1981.7
- 心霊現象の心理と病理 ユング 岩堀武司、山本淳共訳 法政大学出版局 1982.2
- 分裂病の身体療法 / Jules Angst, Thilde Dinkelkamp 星和書店 1986.12